# 小行星8267
小行星8267（英語：8267）是一颗围绕太阳公转的小行星。1986年10月4日，安東寧·姆爾科斯在克列特发现了此天体。
这颗小行星的绝对星等为311.4834144700094等。